# Bósnia e Herzegovina no Festival Eurovisão da Canção 2010
A Bósnia e Herzegovina confirmou a sua participação a 22 de Outubro de 2009.

## Selecção Nacional
Mais uma vez, a Bósnia e Herzegovina utilizará o famoso BH Eurosong. O artista será apresentado a 7 de Março de 2010.